# Bactrocera fagraea
Bactrocera fagraea är en tvåvingeart som först beskrevs av Tryon 1927.  Bactrocera fagraea ingår i släktet Bactrocera och familjen borrflugor. Inga underarter finns listade.